# Delias subviridis
Delias subviridis is een vlindersoort uit de familie van de Pieridae (witjes), onderfamilie Pierinae.
Delias subviridis werd in 1922 beschreven door Joicey & Talbot.